# Papakouli Diop
Papakouli "Pape" Diop (Kaolack, 19 de março de 1986) é um futebolista profissional senegalês que atua como volante no Eibar.

## Carreira
Papakouli Diop integrou a Seleção Senegalesa de Futebol que disputou o Campeonato Africano das Nações de 2017.